# Kuninga (Halinga)
Kuninga – wieś w Estonii, w prowincji Parnawa, w gminie Halinga.